# ノンフィクションアワー
『ノンフィクションアワー』は、1970年4月1日から1972年6月24日まで日本テレビ系列局で放送されていた日本テレビ製作のドキュメンタリー番組である。東レの一社提供。

## 概要
『ノンフィクション劇場』のプロデューサーを務めていた牛山純一が引き続き手掛けた番組。20世紀の群像を三部作にまとめ、人間の一面を捉えることをコンセプトにしていた。
この路線は、番組の終了翌月に木曜19:00枠でスタートした『驚異の世界・ノンフィクションアワー』へと受け継がれた。

## 放送時間
いずれも日本標準時。
- 水曜 22:00 - 22:26 （1970年4月1日 - 1970年9月30日）
- 土曜 22:30 - 23:00 （1970年10月3日 - 1972年6月24日）